# Fanny Horta
Pas d'image ? Cliquez ici

a Compétitions nationales et continentales officielles uniquement.

b Matchs officiels uniquement.
Dernière mise à jour le 13 novembre 2021.
Fanny Horta, née le 22 janvier 1986 à Perpignan (Pyrénées-Orientales), est une joueuse internationale française de rugby à sept et de rugby à XV, de 1,65 m pour 59 kg, évoluant au poste de centre.

## Biographie
Elle fait partie de l'équipe de France féminine de rugby à XV disputant notamment la Coupe du monde 2006 et la 2010. En club, elle évolue avec l'USAT XV Toulouges.
Elle est capitaine de l'équipe de France féminine de rugby à sept disputant les Jeux olympiques d'été de 2016.
À partir d'avril 2018, elle fait partie de la commission des athlètes, une instance de dix-huit sportifs présidée par Martin Fourcade qui va travailler à la préparation concrète des Jeux olympiques et paralympiques de 2024.
En 2021, elle est sélectionnée par David Courteix pour participer aux Jeux olympiques d'été de Tokyo ; les Bleues sont médaillées d'argent.
Elle met un terme à sa carrière sportive le 16 aout 2021, après la compétition olympique,.
En 2024, elle est candidate pour intégrer le comité directeur de la FFR sur la liste menée par le président sortant Florian Grill. La liste Ovale Ensemble l'emporte avec 67,22 % des voix et Fanny Horta intègre le comité d'orientation politique, nouvel organe de direction de la FFR.

## Palmarès

### En équipe nationale
- Jeux olympiques
  -  Médaille d'argent aux Jeux olympiques d'été de 2020.

- Coupe du monde de rugby à sept :
  - 2e : 2018

## Décorations
- Chevalier de l'ordre national du Mérite (décret du 8 septembre 2021)[10]